# Juan González Olmedilla
Juan González Olmedilla (Sevilla, 1893-Buenos Aires, 1972) fue un escritor y traductor español.

## Biografía
Habría nacido el 6 de diciembre de 1893 en Sevilla. Novelista, poeta y literato, colaboró en la prensa de Madrid, donde residió durante años. Cultivó el verso, la crítica, la novela, el cuento literario y el periodismo, distinguiéndose como escritor erótico en cuyo género se ha especializó, en opinión de Francisco Cuenca, «por su desenfado realista dentro de una arquitectura recia y un estilo fuerte y apasionado». El mismo Olmedilla, tratando de justificar su tendencia literaria aseguraba que era puramente circunstancial y transitoria.

Cuando haya contribuido a civilizar a España con mis novelas alegres; a descostrarla de mogigatería, de barbarie jurídica y de tristeza, o simplemente, cuando me haya convencido de que el problema sexual es algo bochornoso en mi patria, dejaré de escribir libros orientados hacia una mayor libertad expresiva del instinto supremo de la especie y me dedicaré a la Mística.
Juan González Olmedilla (Cuenca, 1925, pp. 161-163)

Fue autor de las novelas Un inmoral, Korán de amor, La sabrosa manzana amarga y Venus en el claustro, las obras poéticas Poemas de Andalucía, La llave de oro y Las canciones lesbinadas Cydno de Mitilene, el ensayo La ofrenda de España a Rubén Dario y las novelas cortas El chaleco del Diablo, El perfume de la mujer culpable, Trenes de amor y de olvido, Leónidas Estrada y El último Pierrot. Entre sus novelas cortas eróticas pueden mencionarse La acompaño en el sentimiento, Un don Juan precoz, El niño que todo lo aprendió en las mujeres, La mujer de tu prójimo, Buena mano derecha, Historias de vírgenes, El jardinero mudo y  La última querida. Entre sus traducciones se encontraron El Rey Galaor, El Hijo pródigo, Oaristos y Horas, Las mejores poesías líricas, Silva e Interlunio, de E. de Castro, Dos amigas de Maizeroy, Silvia de E, Etelm La Salamita de Ernest Renan, Diálogo del Zoppino de Delicado, La secta Anandryna de Pidansart, Los maestros del libertinaje del marqués de Sade y La Iglesia y el amor de Max Radetzki. Exiliado en Argentina a consecuencia de la guerra civil, falleció el 31 de octubre de 1972 en Buenos Aires.